# Barendorf
Barendorf là một đô thị của huyện Lüneburg, bang Niedersachsen, Đức. Đô thị này có diện tích 9,24 km². Barendorf có dân số 2344 người (cuối năm 2007).